# Molins del Ridaura

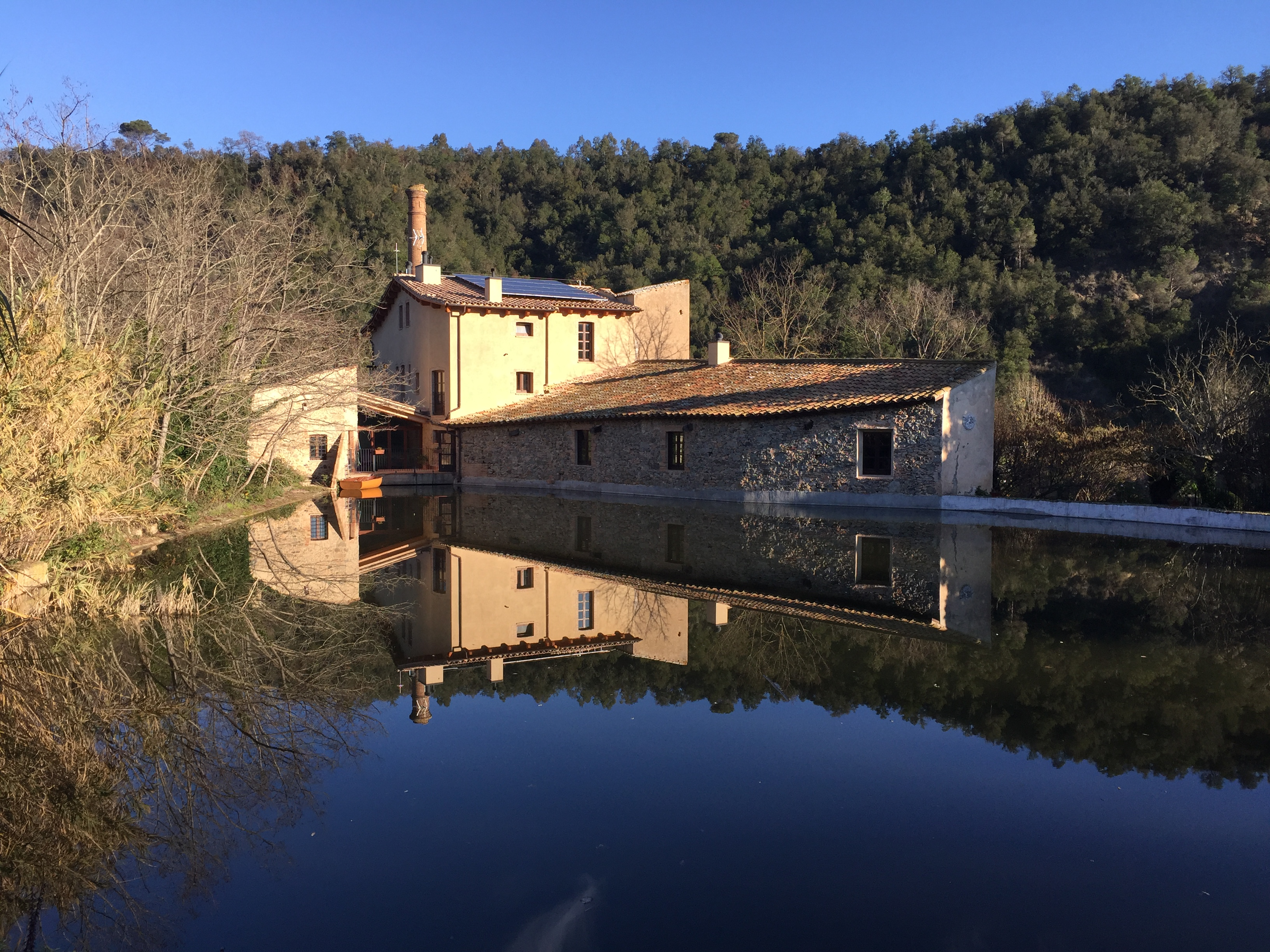
El Molí de Can Moner és un molí hidràulic mecanitzat el 1905 que va estar en funcionament fins al 1918.

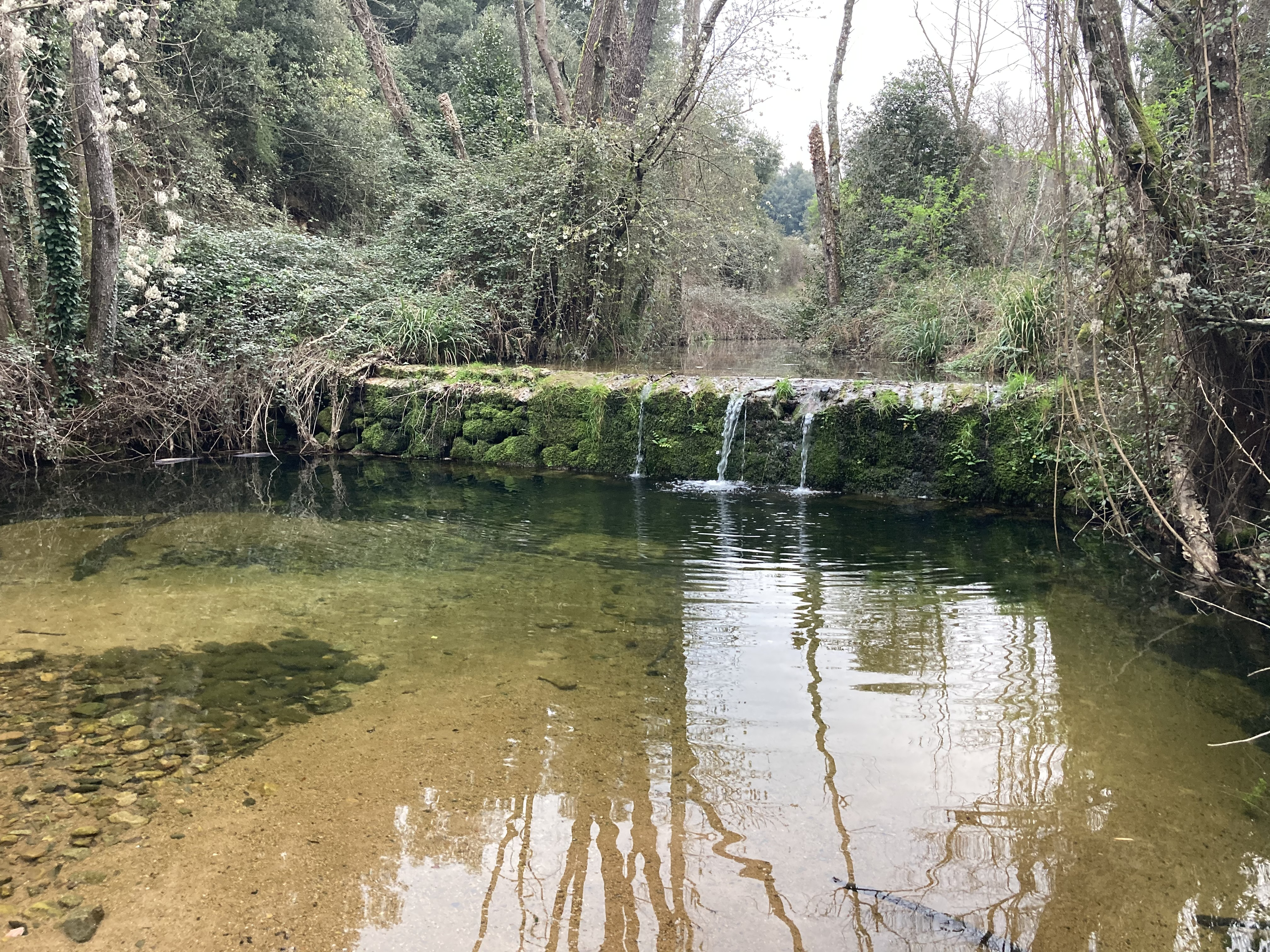
Resclosa del Molí de Baix del Ridaura.

Els Molins del Ridaura són un conjunt de set molins que hi ha al voltant del riu Ridaura, que neix sota l'ermita de Sant Baldiri, als 11 quilòmetres que transcorre aquest riu pel terme municipal de Llagostera.
En formen part set molins originàriament hidràulics, la majoria abandonats. Per ordre ascendent del curs de l'aigua hi ha el Molí d'en Mariano, el Molí del Xòrrec, el Molí de Can Nadal, el de Can Moner o de Baix, el d'en Carreres o del Mig, el de Més amunt i el d'en Cabanyes. Tres dels set molins són monuments inventariats. En les proximitats hi ha rescloses i, canalitzacions.

## Molins

### Molí d'en Mariano
Molí molt malmès. Es troba a l'alçada del camping Ridaura.

### Molí del Xòrrec

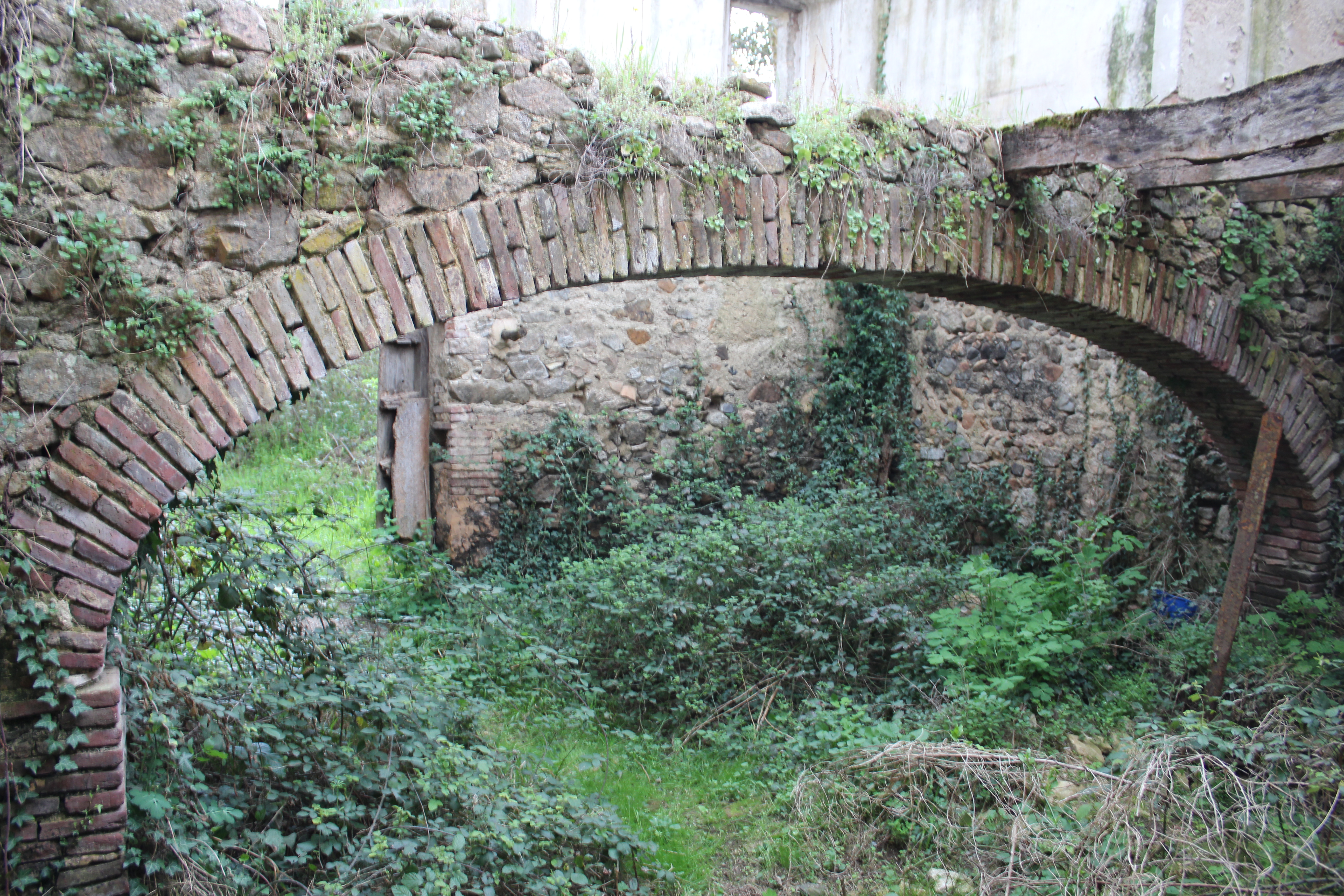
Molí d'en Xorrec.

Molí datat el 1828. Es troba a Can Pata.

### Molí de Can Nadal

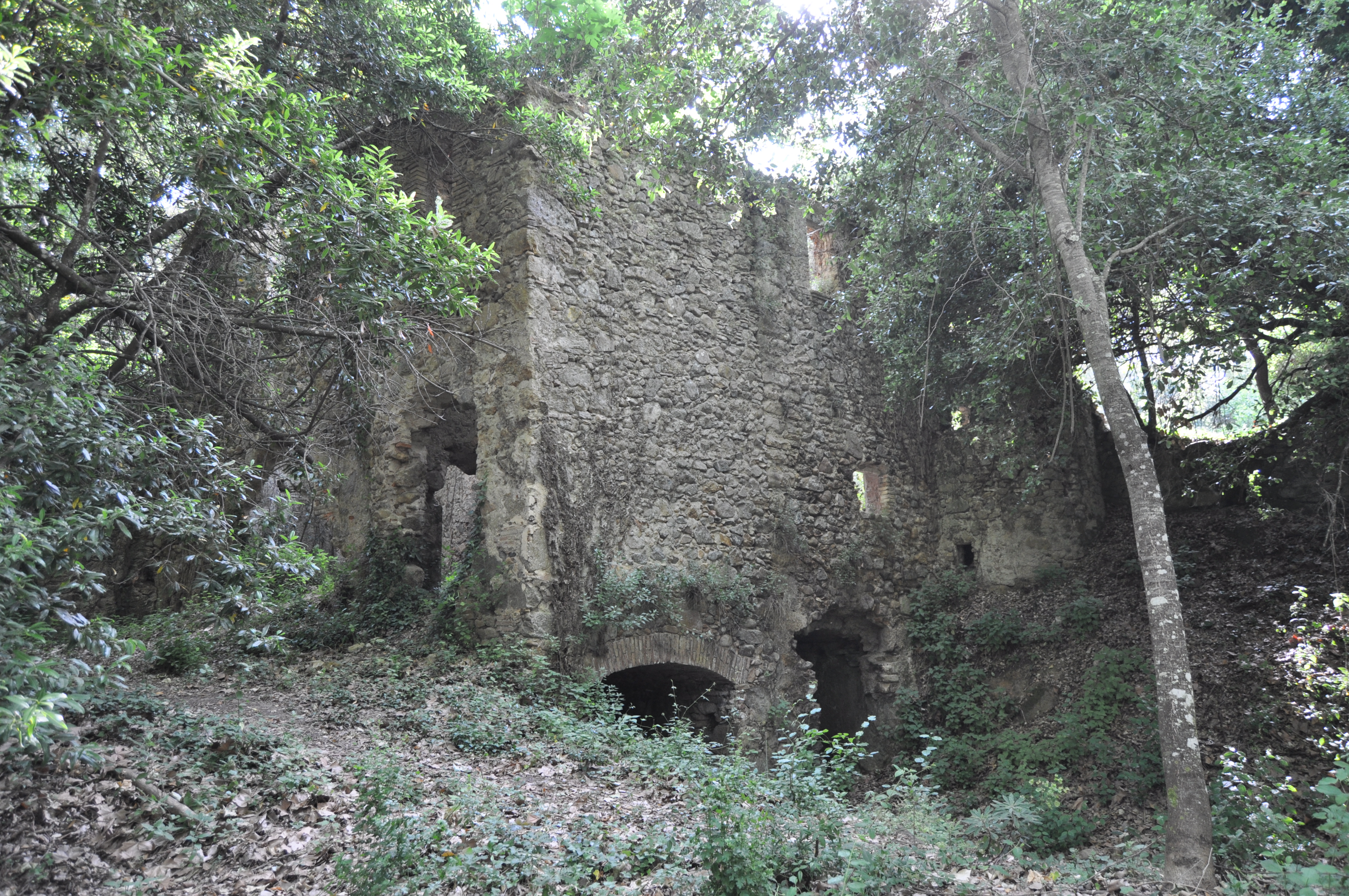
Molí d'en Nadal

Un dels molins del Ridaura.

### Molí de Can Moner
Hi ha constància del Mas de Can Moner des del 1360, propietat d'Arnau Moner, amb domini directe del Monestir de Sant Feliu de Guíxols, com al resta de terres i masos del Ridaura. Al cadastre de 1716 el mas Moner i un molí són de Feliu Roure, però el nom perdura fins a finals del segle xix. A mitjans del segle xix la propietat consta de tres molins, el de Baix, el del Mig i el de Més Amunt.
És l'únic dels cinc molins que es va mecanitzar, un procés que es va dur a terme el 1905. En concret, aquest any es va construir una fàbrica de farines amb una turbina a vapor, de la qual es conserva la xemeneia. Josep Roure Masmitjà volia traslladar la fàbrica de farines a un edifici del passeig Romeu amb carrer Barcelona de Llagostera, però es va morir el 1911 i això paralitza el projecte. Finalment la farinera va tancar el 1918. L'antic mas es va enderrocar a la dècada del 1970.
Es conserva documentació del molí a l'Arxiu Municipal de Llagostera gràcies a una donació que es va fer abans de vendre la propietat, el 1999. Són més de 400 volums amb 25 fotografies familiars. La resta del fons documental fou donada el 2014 per Josep Cantó.

### Molí del Mig
Molí del 1694. És el quart dels molins del Ridaura, relacionat amb el Molí d'en Moner.

### Molí de Més Amunt

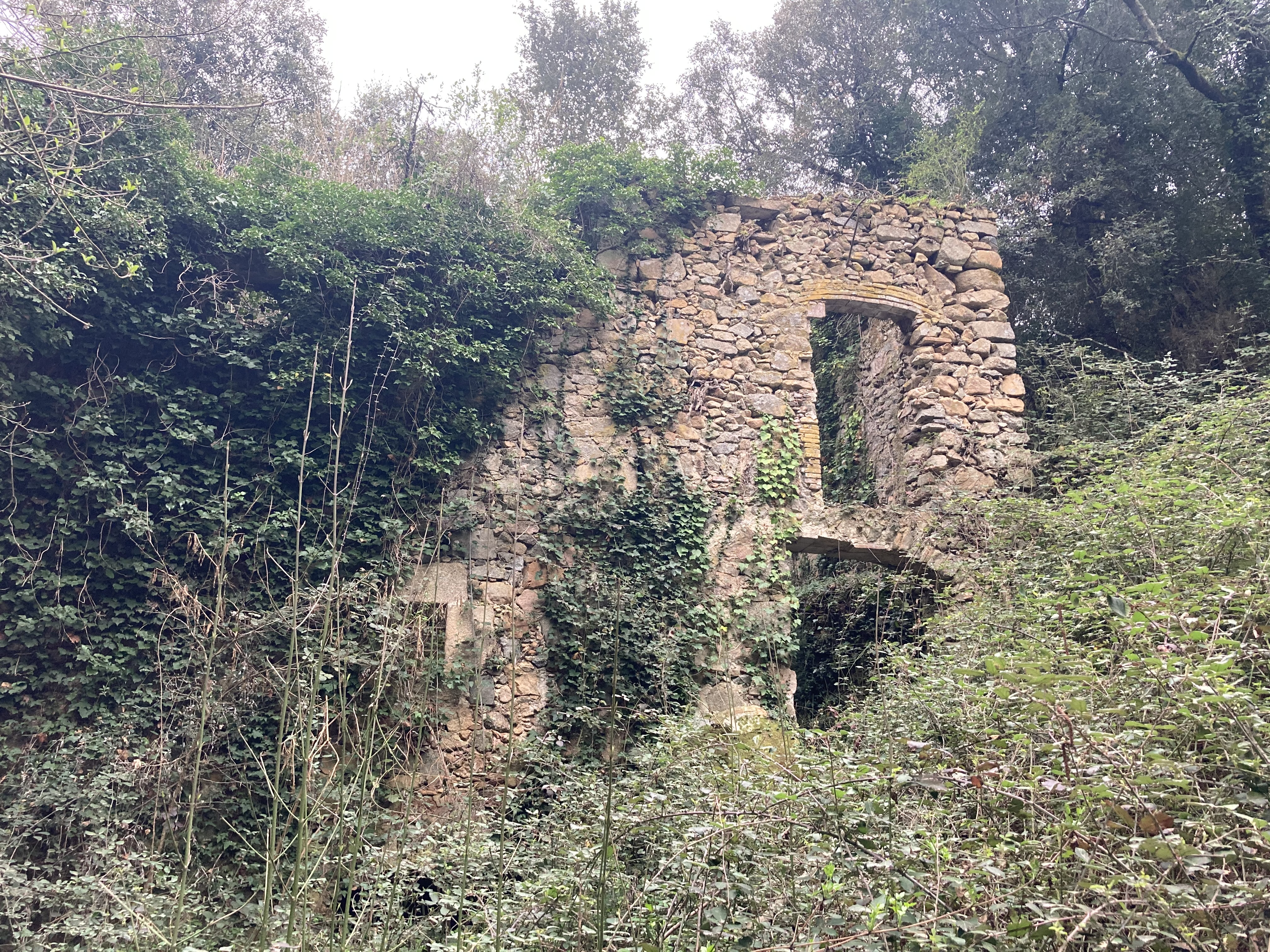
Molí de Més Amunt

Molí també està relacionat amb el Molí d'en Moner.

### Molí de Can Cabanyes

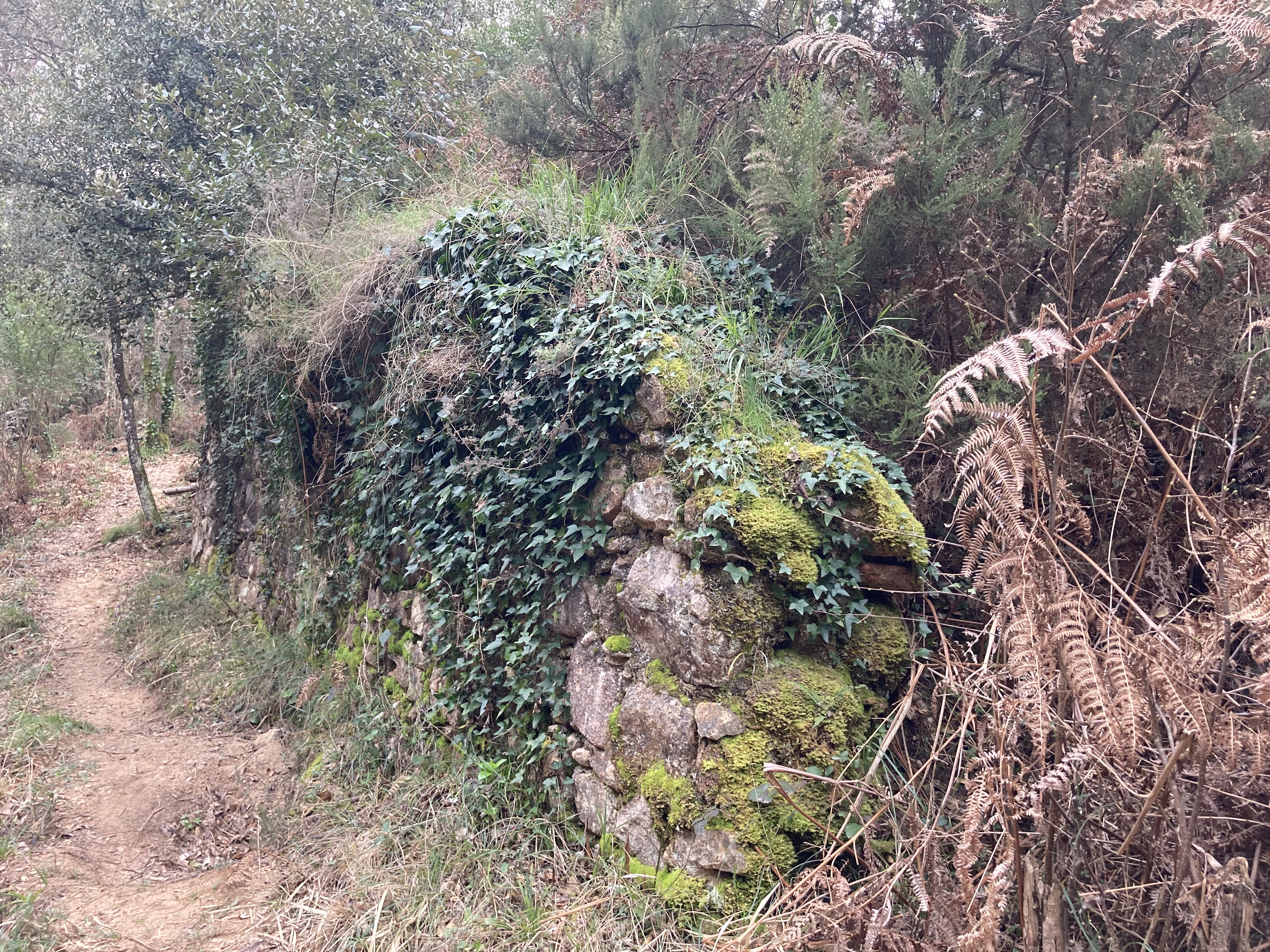
Molí de Can Cabanyes de Llagostera.

L'últim és el Molí de Can Cabanyes, d'origen molt antic. Està situat en un tram de la riera que és un gran refugi de biodiversitat amb barbs. També hi ha espècies de flora poc habituals com el marcòlic o el segell de Salomó, grèvol o les espècies protegides falguera reial o l'espiga d'aigua.

## Altres elements
Durant el recorregut es pot trobar almenys un pou de calç, una resclosa i una petita cascada, així com diverses canalitzacions d'aigua dels molins. Hi ha dos gorgs que el 1996 feien 5 metres de diàmetre i 2 de profunditat.

## A la cultura
El pas del Ridaura per Llagostera i pels seus molins ha inspirat diverses creacions artístiques com la pel·lícula El Ridaura dirigida per Joan Valls amb guió d'Enric Marquès, on va participar Pepe Fernández. També hi ha la sardana Bell camí de Ridaura de Martí Llosent i una havanera. També han estat pintats per Enric Marquès o Rafael Mas (El suro del Cabo, 1911).
Ha aparegut diversos relats. A La pesquera dels tapers de Rafael Mas, s'explica una pesquera amb amics tapers, amb els que sortien a les quatre de la matinada de la taverna Mai-Tanquis caminant, pescaven i feien un àpat. També apareixen a Un dia de pesca al Ridaura de Josep Calvet. A l'opuscle Etimologia de la Vall d'Aro de mossèn Josep Gelabert, sosté que el nom Ridaura prové de riu sec, pel poc cabal d'aigua.